# 崔淑言

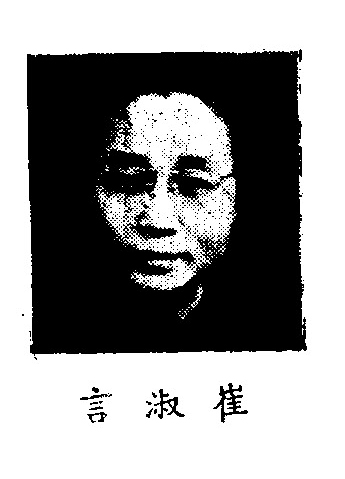
制憲國民大會代表崔淑言

崔淑言（约1902年—1973年6月28日），女，辽宁沈阳人。中華民國監察委員。

## 生平
约生于清光绪二十八年，就读于哈尔滨俄文商业学校。1930年，作为赴苏的代表团随员参与中东路事件谈判。后赴法国深造，获巴黎大学法学博士学位。1941年2月，任重庆私立相伯中学校长。1946年11月为制憲國民大會辽宁区域代表。1947年2月25日任监察院監察委員。去台湾后，仍为监察院监察委员。1973年6月28日逝世。